# 野本弘文
野本 弘文（のもと ひろふみ、1947年9月27日 - ）は、日本の実業家。東京急行電鉄代表取締役社長を経て、同社代表取締役会長、東急グループ代表、東京商工会議所副会頭。

## 経歴・人物
福岡県行橋市  出身。実家は酒屋と青果店を営んでいた。福岡県立京都高等学校 を経て、早稲田大学理工学部土木工学科（現：創造理工学部社会環境工学科）に入学し、都市計画を専攻した。
早大卒業後、1971年に東京急行電鉄に入社。 1986年田園都市事業部多摩田園都市部宅造課参事、1988年東急不動産出向、1991年東急電鉄都市開発本部生活事業部計画部ニューメディア課長、2001年事業戦略推進本部メディア事業室長、2004年4月イッツ・コミュニケーションズ代表取締役社長、2007年東急電鉄取締役執行役員開発事業本部長、2008年常務取締役、同年専務取締役を経て、2011年4月代表取締役社長に就任。
2015年東急グループ代表。その他、東急エージェンシー取締役、新経済連盟幹事。2018年4月東京急行電鉄代表取締役会長。

## 社外での活動
東武鉄道取締役、ゆうちょ銀行取締役(2017年）、仙台国際空港取締役、日本フィルハーモニー交響楽団評議員、東京フィルハーモニー交響楽団理事、五島美術館理事、2019年日本小売業協会会長、三菱UFJフィナンシャル・グループ取締役、2018年6月東京商工会議所副会頭、日本商工会議所特別顧問 等も歴任。

## 受賞
- 2015年 - 第40回経済界大賞優秀経営者賞[18]
- 2022年 - 第51回ベストドレッサー賞（政治・経済部門）[19]

## テレビ出演
- 日経スペシャル カンブリア宮殿 圧倒的な付加価値を生む！21世紀の街づくり革命（2015年7月9日、テレビ東京）[20]